# Balotiće
Balotiće (raniji naziv Balotići) este un sat din comuna Rožaje, Muntenegru. Conform datelor de la recensământul din 2003, localitatea are 785 de locuitori (la recensământul din 1991 erau 971 de locuitori).

## Demografie
În satul Balotići locuiesc 505 persoane adulte, iar vârsta medie a populației este de 28,6 de ani (29,6 la bărbați și 27,7 la femei). În localitate sunt 149 de gospodării, iar numărul mediu de membri în gospodărie este de 5,27.
|  |

| Demografie | Demografie | Demografie |
| An         | Locuitori  | Locuitori  |
| ---------- | ---------- | ---------- |
|            |            |            |
|            |            |            |
|            |            |            |
|            |            |            |
| 1948       | 772        |            |
| 1953       | 862        |            |
| 1961       | 909        |            |
| 1971       | 735        |            |
| 1981       | 886        |            |
| 1991       | 971        | 938        |
| 2003       | 916        | 785        |

| \| Componența etnică conform recensământului din 2003[2] \| Componența etnică conform recensământului din 2003[2] \| Componența etnică conform recensământului din 2003[2] \| Componența etnică conform recensământului din 2003[2] \| Componența etnică conform recensământului din 2003[2] \| \| ----------------------------------------------------- \| ----------------------------------------------------- \| ----------------------------------------------------- \| ----------------------------------------------------- \| ----------------------------------------------------- \| \| \| \| \| \| \| \| Bosniaci \| Bosniaci \| \| 776 \| 98,85% \| \| Musulmani \| Musulmani \| \| 7 \| 0,89% \| \| Albanezi \| Albanezi \| \| 2 \| 0,25% \| \| necunoscută \| necunoscută \| \| 0 \| 0% \| |             |  |     |        |
| Componența etnică conform recensământului din 2003 |             |  |     |        |
| |             |  |     |        |
| Bosniaci | Bosniaci    |  | 776 | 98,85% |
| Musulmani | Musulmani   |  | 7   | 0,89%  |
| Albanezi | Albanezi    |  | 2   | 0,25%  |
| necunoscută | necunoscută |  | 0   | 0%     |